# أوبن موديليكا
أوبن موديليكا  (موديليكا مفتوحة المصدر أو OpenModelica) هي بيئة برمجية حرة ومفتوحة المصدرٍٍ مبنية على لغة النمذجة موديليكا، وهي تستخدم في محاكاة simulating ونمذجة modeling وأمثلة optimizing وتحليل analyzing ديناميكية الأنظمة المركبة (أي: حركتها أو تغيرها). تقوم ببناء أوبن موديليكا وتطويرها المجموعة المتحدة لموديليكا مفتوحة المصدر  وهي منظمة غير ربحية وغير حكومية أيضا.